# Richard Riemerschmid
Richard Riemerschmid (München, 20 juni 1868 – 13 april 1957) was een Duits architect, kunstschilder, ontwerper en stedebouwkundige. Hij was een vooraanstaande figuur in de jugendstil, de Duitse vorm van art nouveau en een van de grondleggers van de architectuur in deze stijl. Daarnaast was hij een van de oprichters van de Vereinigte Werkstätte für Kunst im Handwerk en van de Deutscher Werkbund. Ook was Riemerschmid directeur van kunst- en designinstituten in Keulen en München. Hij werd geprezen om zijn ambachtelijkheid maar was ook een pionier in het machinaal vervaardigen van artistieke objecten.

## Enkele werken

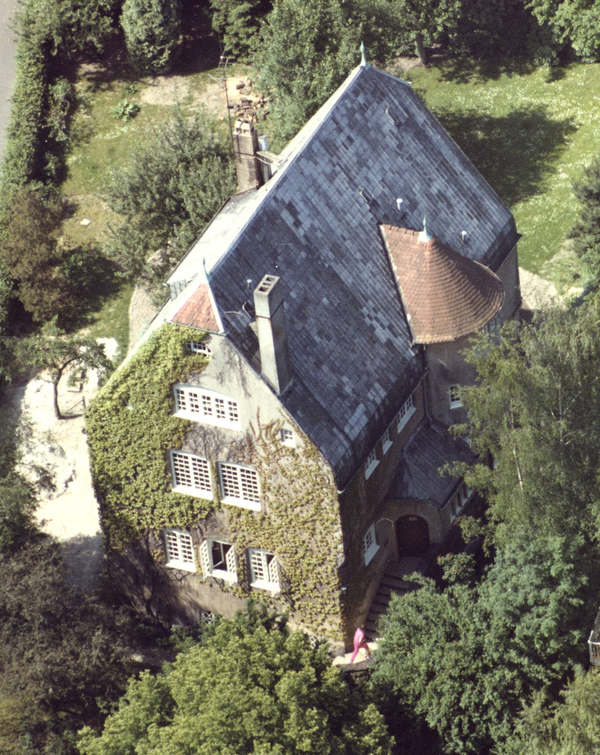
Villa Fischel, Kiel
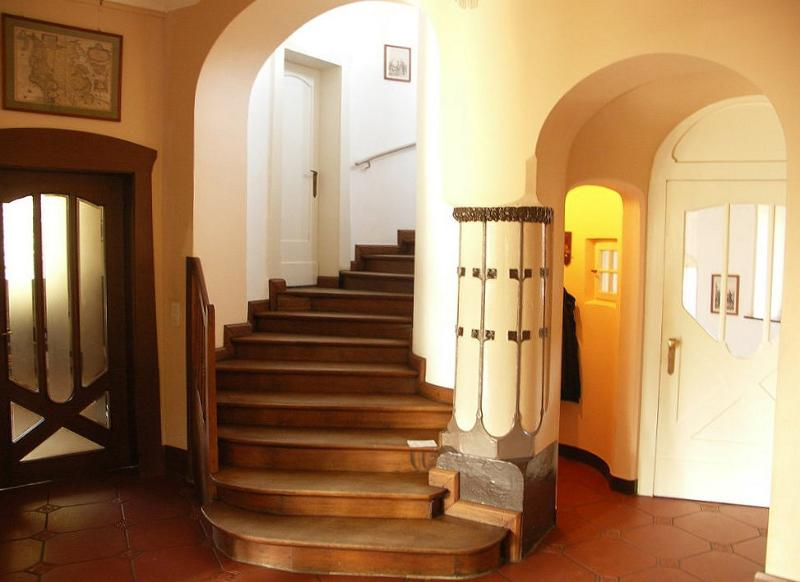
Interieur Villa Fischel
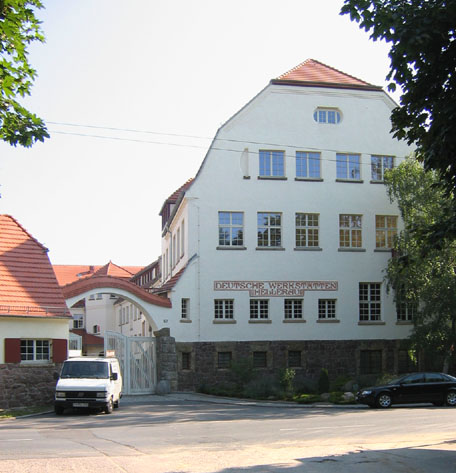
Deutsche Werkstätten für Handwerkskunst, Dresden-Hellerau
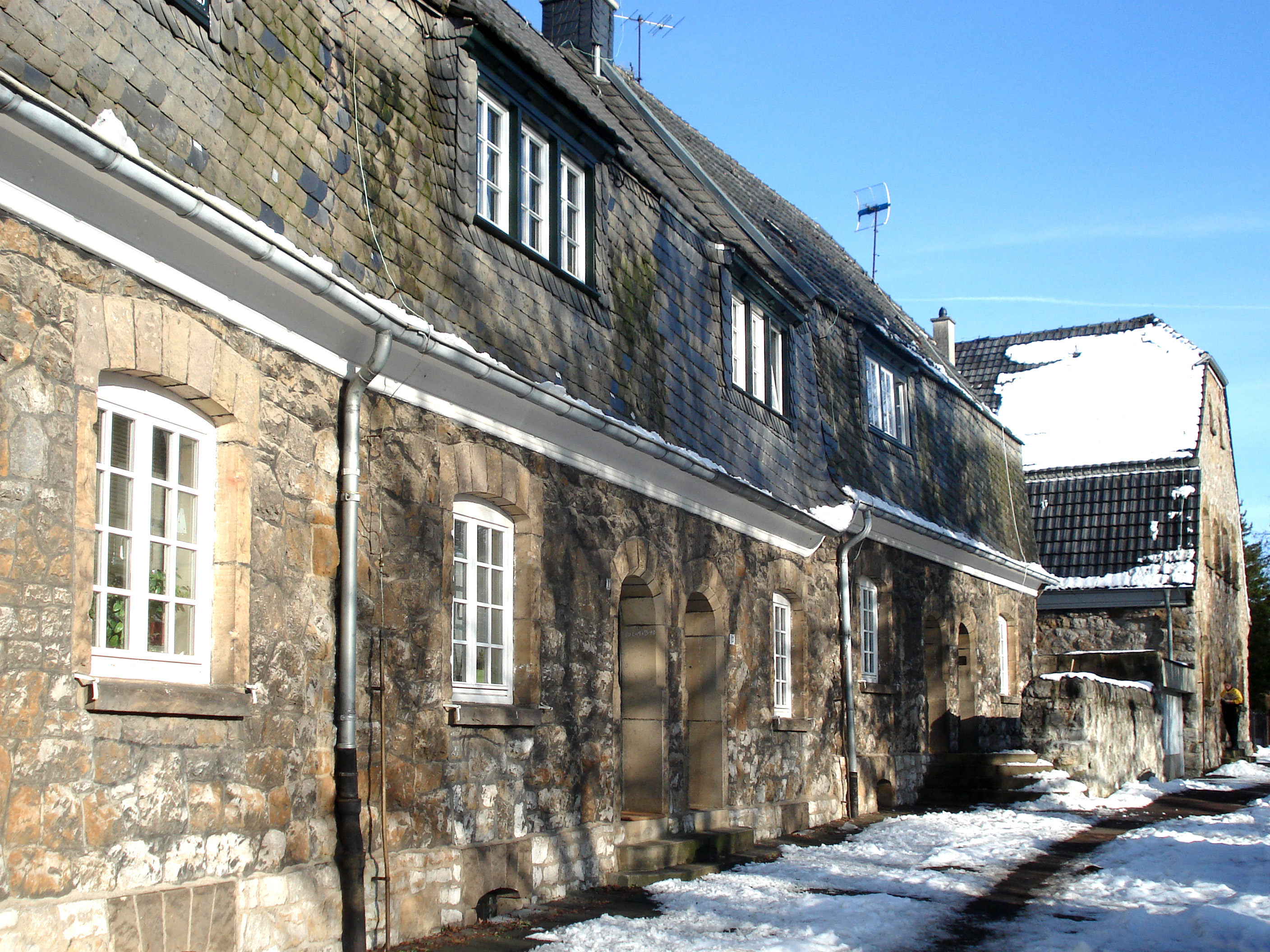
Arbeiderswoningen aan de Walddorfstraße, Hagen

- Bibliothèque nationale de France: cb167126267 (data)
- Gemeinsame Normdatei: 118600915
- International Standard Name Identifier: 0000 0000 6677 6777
- KulturNav: 2aba17c4-537b-4d6a-a780-4b13fef7581b
- Library of Congress Control Number: n83059798
- Nationale Bibliotheek van Tsjechië: ola20201076727
- Nederlandse Thesaurus van Auteursnamen: 069270678
- RKD-Nederlands Instituut voor Kunstgeschiedenis: 229679
- SNAC: w6d22n6j
- Système universitaire de documentation: 084683279
- Union List of Artist Names: 500009989
- Virtual International Authority File: 54940957
- WorldCat: E39PBJfrPBHwbrh9TVFB4DVwG3